# ¡Bajo el bramido del Trueno!
¡Bajo el bramido del Trueno! es una historieta de 2007 del dibujante de cómics español Francisco Ibáñez perteneciente a su serie de Mortadelo y Filemón.

## Trayectoria editorial
Publicada en 2007 en formato álbum como número 112 de Magos del Humor y más tarde como n.º 176 de la Colección Olé.

## Sinopsis
El Capitán Trueno, clásico personaje del cómic español, encuentra reunidos a todos sus más fieros enemigos: Sir Mortdefham, el hechicero Filemoncio, Bofelia la bruja, el capitán Súper-Repelente y el antipapa Bacterius IV. Gracias a una pócima ideada por Bofelia y Filemoncio, todos logran escapar a otra época. El Capitán Trueno, acompañado de sus compañeros Goliath y Crispín y su dama Sigrid ingieren también el mismo brebaje y son teletransportados también por el tiempo y el espacio... hasta justo al lado de la sede de T.I.A. en la actualidad. Los agentes de la T.I.A. Mortadelo y Filemón, son confundidos como Sir Mordefham y el Hechicero Filemoncio debido a su extremado parecido y son perseguidos por Trueno y Goliath, internándose en la sede de la T.I.A. Entre tanto, el Súper detectará la presencia de extraños individuos por los alrededores mediante las cámaras de seguridad y recibirá un anónimo sobre una banda desconocida que planea "barrer" la T.I.A. El caos será total cuando el personal de la T.I.A. al completo advierta la presencia de Trueno, Goliath, Sigrid y Crispín en los pasillos de la empresa. Mortadelo y Filemón deberán identificar a estos extraños individuos y descubrir cuáles son sus verdaderas intenciones.

## Influencias
Ibáñez creó este álbum en conmemoración al cincuentenario del Capitán Trueno desde su estreno en cómic en España.
Además, vuelve a aparecer después de unos cuantos títulos la máquina del cambiazo del Profesor Bacterio, nuevamente mejorada para cambiar la posición de individuos esta vez a través del tiempo.

## Estilo
El cómic mezcla los dibujos de Mortadelo con otros del Capitán Trueno y amigos recortados de otras historietas que se insertan en la trama, aunque a algunos de estos últimos se les añaden rasgos de los personajes de Ibáñez.

## Crítica
El cómic recibió muy malas críticas, tanto por considerarlo poco gracioso y repetitivo, como por ciertas escenas subidas de tono entre Mortadelo y Sigrid.